# Benson Farb

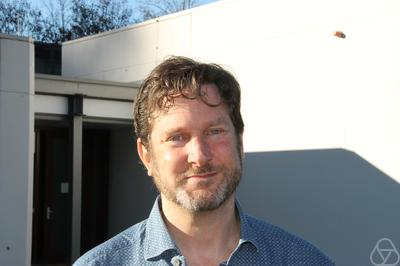
Benson Farb, 2016

Benson Stanley Farb (* 25. Oktober 1967 in Norristown, Pennsylvania) ist ein US-amerikanischer Mathematiker, der sich mit geometrischer Gruppentheorie, Algebra und niedrigdimensionaler Topologie befasst.
Er studierte an der Cornell University mit dem Bachelor-Abschluss und wurde 1994 bei William Thurston an der Princeton University promoviert (Relatively hyperbolic and automatic groups with applications to negatively curved manifolds). Farb ist Professor an der University of Chicago.
Er war von 1999 bis 2004 geschäftsführender Herausgeber von Geometriae dedicata.
Ab 2016 befasste er sich mit Hilberts 13. Problem in Zusammenarbeit mit Jesse Wolfson. Das war zwar in der ursprünglichen Formulierung für stetige Funktionen seit den 1950er Jahren gelöst, in der Formulierung für algebraische Funktionen aber offen. Es geht dabei um die Reduktion von Polynomen siebten und höheren Grades auf Funktionen in mehreren Variablen. Die minimale Anzahl der benötigten Variablen wird Resolvenzgrad genannt und misst die Komplexität der Polynome. Hilbert selbst bewies 1927, dass der Resolvenzgrad des Polynoms neunten Grades höchstens vier ist, wobei er sich geometrischer Methoden bediente (Auffindung einer der 27 Geraden in einer kubischen Fläche). Nach Farb und Wolfson ist die Bestimmung oder Eingrenzung des Resolvenzgrads eine Präzisierung bzw. Verallgemeinerung von Hilberts 13. Problem.
Von 1999 bis 2001 war er Sloan Research Fellow. 2012 wurde er Fellow der American Mathematical Society. 2014 war er Eingeladener Sprecher auf dem Internationalen Mathematikerkongress in Seoul (Representation Stability). 2021 wurde Farb in die American Academy of Arts and Sciences gewählt. Für 2024 wurde ihm der Leroy P. Steele Prize für Mathematical Exposition zuerkannt.
Er ist seit 1996 mit der Mathematikerin Amie Wilkinson verheiratet.

## Schriften
- mit R. Keith Dennis: Noncommutative Algebra (= Graduate Texts in Mathematics. 144). Springer, Berlin u. a. 1993, ISBN 3-540-94057-X.
- mit Richard Schwartz: The large-scale geometry of Hilbert modular groups. In: Journal of Differential Geometry. Band 44, Nr. 3, 1996, S. 435–478, doi:10.4310/jdg/1214459217.
- Relatively hyperbolic groups. In: Geometric and Functional Analysis. Band 8, Nr. 5, 1998, S. 810–840, doi:10.1007/s000390050075.
- mit Lee Mosher: A rigidity theorem for the solvable Baumslag-Solitar groups. In: Inventiones Mathematicae. Band 131, Nr. 2, 1998, S. 419–451, doi:10.1007/s002220050210.
- mit Lee Mosher: Quasi-isometric rigidity for the solvable Baumslag-Solitar groups, II. In: Inventiones Mathematicae. Band 137, Nr. 3, 1999, S. 613–649, doi:10.1007/s002220050337.
- mit Peter Shalen: Real-analytic actions of lattices. In: Inventiones Mathematicae. Band 135, Nr. 2, 1999, S. 273–296, doi:10.1007/s002220050286.
- mit Lee Mosher: On the asymptotic geometry of abelian-by-cyclic groups. In: Acta Mathematica. Band 184, Nr. 2, 2000, S. 145–202, doi:10.1007/BF02392628.
- mit Alexander Lubotzky, Yair Minsky: Rank-1 phenomena for mapping class groups. In: Duke Mathematical Journal. Band 106, Nr. 3, 2001, S. 581–597, doi:10.1215/S0012-7094-01-10636-4.
- als Herausgeber: Problems on mapping class groups and related topics. (= Proceedings of Symposia in Pure Mathematics. 74). American Mathematical Society, Providence RI 2006, ISBN 0-8218-3838-5.
- mit Jeffrey Brock: Curvature and rank of Teichmüller space. In: American Journal of Mathematics. Band 128, Nr. 1, 2006, S. 1–22, doi:10.2307/40067916.
- mit Shmuel Weinberger: Isometries, rigidity and universal covers. In: Annals of Mathematics. Serie 2, Band 168, Nr. 3, 2008, S. 915–940, doi:10.2307/40345431.
- mit Dan Margalit: A primer on mapping class groups (= Princeton Mathematical Series. 49). Princeton University Press, Princeton NJ u. a. 2012, ISBN 978-0-691-14794-9.